# Karel Anděl
Karel Anděl (* 28. Dezember 1884; † 17. März 1947 in Prag) war tschechischer Selenograph und Mitbegründer der Tschechischen astronomischen Gesellschaft (Česká astronomická společnost).

## Leben
Karel Anděl war ursprünglich Lehrer, der sich in seiner Freizeit der Astronomie widmete. Sein Augenmerk galt dabei dem Mond, den er beobachtete und kartographierte. Er gehörte vor dem Zweiten Weltkrieg zu den bedeutenden tschechischen Astronomen mit Weltruf. Zu seinen Ehren wurde 1935 durch die Internationale Astronomische Union auf der erdzugewandten Seite des Mondes ein Krater mit einem Durchmesser von 35 Kilometern nach ihm benannt. Unweit dieses Kraters landete die Besatzung der Apollo-16-Mission. Der Asteroid (22465) Karelandel ist ebenfalls nach ihm benannt.

## Werke
1926 erschien sein Werk Mappa Selenographica.
| Personendaten    | Personendaten                                                                           |
| ---------------- | --------------------------------------------------------------------------------------- |
| NAME             | Anděl, Karel                                                                            |
| KURZBESCHREIBUNG | tschechischer Selengraph und Mitbegründer der Tschechischen astronomischen Gesellschaft |
| GEBURTSDATUM     | 28. Dezember 1884                                                                       |
| STERBEDATUM      | 17. März 1947                                                                           |
| STERBEORT        | Prag                                                                                    |